# Longreach
Longreach – miejscowość w australijskim stanie Queensland położona ok. 1180 km od Brisbane. Założona w 1887, według danych ze spisu ludności z 2006 liczyła niespełna 3000 mieszkańców.
W mieście znajduje się muzeum Qantasu Qantas Founders Outback Museum.

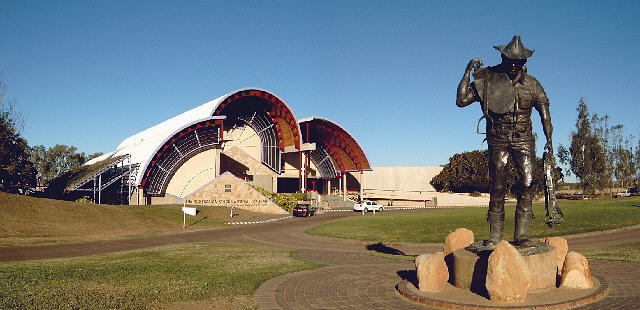
Muzeum i pomnik australijskich pasterzy tzw. "stockmen"
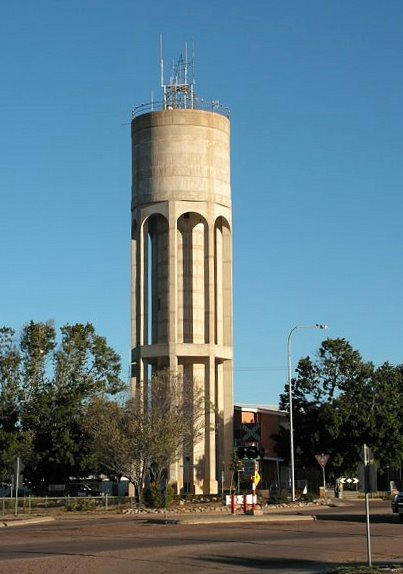
Wieża ciśnień w Longreach